# Denis Gariev
Denis Valioullovitch Gariev est un militant nationaliste russe et monarchiste russe et l'un des chefs du Mouvement impérial russe.
Denis Gariev est considéré comme un terroriste mondial spécialement désigné (SDGT) par le Département d'État américain.

## Biographie
Denis Gariev est né en 1978. Il est historien de profession, diplômé de l'université d'État de Saint-Pétersbourg, membre important du Mouvement impérial russe  et un de ses instructeurs et le chef de la Légion impériale russe.
Il est également l'un des principaux organisateurs des départs vers l'Ukraine pour des volontaires voulant se battre aux côtés des rebelles pro-russes lors de la Guerre du Donbass en 2015. Il a en outre affirmé avoir aidé 140 volontaires à rejoindre les rebelles prorusses en 2015.